# Бэтмен. Убийственная шутка (комикс)
«Бэтмен: Убийственная шутка» (англ. Batman: The Killing Joke) — самостоятельный графический роман, написанный Аланом Муром и нарисованный Брайаном Болландом. Впервые опубликован DC Comics в 1988 году. Графический роман находился в печати долгое время, а затем был перепечатан вместе с другими комиксами в серии DC Universe: The Stories of Alan Moore.
История имеет значительное влияние на всю серию Бэтмена, в нем рассказывается, как Барбара Гордон осталась парализована после выстрела Джокера. Из-за этого она стала Оракулом, экспертом в компьютерах и важным источником информации для Бэтмена и других супергероев.
В 2008 году DC Comics переиздала историю в подарочном издании и была выпущена с твёрдой обложкой. Это издание было расписано заново Болландом, чтобы более точно отобразить его исходные идеи о комиксе, с более мрачными и более реалистичными, сглаженными цветами, чем в оригинале. 
В 2016 году вышел одноимённый анимационный фильм, основанный на сюжете комикса. Премьера состоялась 25 июля 2016 года.

## Сюжет
Сюжет строится вокруг попытки Джокера свести с ума комиссара полиции Готэма Джеймса Гордона, перемежающаяся вспышками воспоминаний Джокера о его прежней жизни, до его преображения.
Человек, который станет Джокером — безымянный инженер, уволившийся с работы на химической компании чтобы стать стендап-комедиантом, однако терпит неудачу. Будучи в отчаянии и с беременной женой Дженни, он соглашается провести двух преступников на химическую фабрику, где он раньше работал, с целью ограбить карточную компанию по соседству. Во время планирования, полицейский сообщает ему, что его жена умерла из-за бытовой аварии. Убитый горем, инженер пытается отказаться от преступления, но преступники заставляют его пойти на дело.
На фабрике преступники заставляют его надеть специальную маску, чтобы стать печально известным Красным Колпаком. Инженер не знал, что преступники использовали его, чтобы отвлечь внимание от них, и выставить его в качестве мозга операции. Попав внутрь, они сразу натыкаются на службу безопасности и вступают в перестрелку. Оба преступника застрелены, а самого инженера преследует Бэтмен, пришедший на шум беспорядков.
В ужасе инженер прыгает в чан с химикатами, чтобы избежать конфронтации с Бэтменом, и уплывает через трубу ведущую наружу. Снаружи он, к собственному ужасу, обнаруживает, что химикаты сделали его кожу белой, как мел, окрасили его губы в рубиново-красный, а волосы — в кислотно-зеленый. Это обезображивание, вкупе со всеми остальными его неудачами — всего за один день! — совершенно сводит его с ума и ознаменовывает рождение Джокера.
В настоящем времени Джокер стреляет в дочь комиссара Гордона, Барбару и после этого приказывает своим людям доставить комиссара в закрытый парк развлечений. Его помощники затем раздевают Гордона и приковывают к одному из парковых аттракционов. Таким образом Джокер заставляет Гордона увидеть фотографии его раненой дочери в самых различных позах, раздетой. Он надеется, что это сведёт комиссара с ума, докажет его позицию — что даже самый выдающийся человек может сойти с ума после одного «неудачного дня». Как только Гордон возвращается с аттракциона, Джокер помещает его в клетку, представляя его как «совершенно обычного человека», слабого и обречённого на безумие.
Бэтмен пытается найти комиссара, но безуспешно, пока Джокер не присылает ему подсказку, приведшую его в парк развлечений. Бэтмен прибывает туда, чтобы спасти Гордона, но Джокер отступает в дом веселья (англ. funhouse). Хоть и травмированный суровым испытанием, Гордон сохранил свой рассудок и настаивает, чтобы Бэтмен схватил Джокера «по закону» (англ.  by the book), чтобы «показать ему, что наши методы работают» (англ. show him that our ways works). Бэтмен заходит в дом веселья и встречает ловушки Джокера, в то же время Джокер пытается убедить своего противника в том, что жизнь — «чёрная, ужасная шутка» (англ.  black, awful joke), и она не стоит борьбы. Бэтмен выслеживает и обезвреживает Джокера, после говорит ему, что Гордон пережил все, что тот с ним сделал, и делает предположение, что Джокер одинок в своём безумии. Затем Бэтмен пытается убедить Джокера и предлагает ему помощь в восстановлении, чтобы покончить с их бесконечной войной, потому что она закончится лишь смертью одного из них. Джокер отказывается, с печалью говоря, что слишком поздно. Затем он говорит, что вся ситуация напоминает ему один анекдот:
Жили-были двое в дурдоме… и однажды ночью… однажды ночью они решили, что им там больше не нравится… И захотели сбежать! Ну и вот, вылезли они на крышу и видят: лишь небольшое расстояние отделяет их от соседнего дома, а дальше — целая вереница крыш простирается в лунном свете… Дорога, ведущая к свободе. И первый парень — он спокойно перепрыгивает на соседнюю крышу. А его друг… Его друг всё никак не решается прыгнуть. Видишь ли… Видишь ли, он боится упасть. Тогда, первому приходит в голову отличная мысль… Он говорит: «Эй! У меня с собой фонарик есть! Я сейчас посвечу в твою сторону, и ты сможешь дойти до меня по лучу света!» Н-но второй парень только трясёт головой. Он г-гговорит… Он говорит: «Я т-тебе что — сумасшедший что ли? Ты ж его выключишь, когда я на полдороге буду!»
Бэтмен некоторое время молчит, а затем начинает смеяться вместе с Джокером, как будто они старые друзья.

## Идеи комикса
Комикс раскрывает идею о том, что Бэтмен так же безумен, как и преступники, с которыми он сражается, но проявляется это безумие другим образом. В интервью, Мур обобщает идею: «Психологически Бэтмен и Джокер — зеркальные образы друг друга.»
Критик Джефф Клок сказал следующее: «И Бэтмен и Джокер — создания случайных и трагичных событий „одного плохого дня“. Однако Бэтмен провёл свою жизнь, извлекая смысл из случайной трагедии, в то время как Джокер отражает абсурдность жизни и её случайной несправедливости.»
Джокер также служит примером ненадёжного рассказчика. Он признаётся в неопределённости относительно отчаянных воспоминаний о том самом случае («Иногда я помню эти события так, а иногда по-другому… Если я собираюсь иметь прошлое, я предпочитаю иметь большой выбор!»), акцентируя описание комикса «мира, полного безостановочного городского насилия и морального нигилизма…»
Исходная шутка была произнесена Редом Скелтоном на «Шоу Эда Салливана» 29 сентября 1968 года.
Грант Моррисон высказал гипотезу, что на последней странице Бэтмен не кладёт руку на плечо Джокера, а на самом деле душит и убивает его. Это объясняет, почему на двух последних панелях смех резко прекращается.
Однако если воспринимать комикс не как отдельное произведение, а в составе Вселенной DC, теория с удушением Джокера является несостоятельной: в перезапуске New 52 в серии комиксов «Бэтмен и Робин» в 15-м выпуске Джокер описывает события «Убийственной шутки» Дэмиену Уэйну, подчёркивая этот единственный момент когда «Бэтса рассмешили без сторонней поддержки».

## Критика
Хотя и являясь одиночным, комикс Убийственная шутка оказал очень большое влияние на всю Вселенную DC — наиболее значимым стал паралич Барбары Гордон. DC официально отправило в отставку героя односерийного комикса Batgirl Special № 1 (Июнь 1988). В конце концов, это привело к созданию новой роли Барбары — Оракула — появившейся в комиксе Хищные птицы (англ. Birds of Prey), а потом и в других комиксах. (Хищные птицы также были адаптированы в виде сериала под тем же названием). Это событие, вместе с историей Бэтмена, берущей начало вскоре после Убийственной шутки, включающей убийство Робина (Джейсона Тодда) Джокером, в Бэтмен: Смерть в семье, привело к одержимости Бэтмена Клоуном Принцем Преступности, на личном уровне. Костюм Бэтгёрл в конце концов перейдёт к преемнице — Кассандре Кейн, а затем к Стефани Браун. Позже было решено сделать паралич Барбары временным событием (длившимся три года), и в перезапуске DC Comics 2011 года, The New 52, в котором её восстановили в качестве первой и единственной Бэтгёрл.
В 2022 году сайт IGN включил роман в топ 27 лучших комиксов о Бэтмене на 3 место.

## Влияние на другие медиа-ресурсы
Тим Бёртон сказал, что «Убийственная шутка» повлияла на создание фильма «Бэтмен»: "Я никогда не был большим фанатом комиксов, но я всегда любил изображения Бэтмена и Джокера. Причина, по которой я никогда не был фанатом комиксов — и я считаю, началось это ещё в детстве — невозможность понять, какой номер я должен прочесть. Я не знаю, была ли это дислексия или ещё что, но именно по этому я всегда любил «Убийственную шутку», потому что впервые я точно знал, что мне читать. Он мой любимый. Это первый комикс, который мне понравился. И успех всех графических романов сделал наши идеи более приемлемыми.
Режиссёр Кристофер Нолан также упоминал, что «Убийственная шутка» очень сильно повлияла на того Джокера, что появился в «Тёмном Рыцаре». Хит Леджер, игравший роль Джокера, заявил в интервью, что он получил копию «Убийственной шутки» в качестве важного материала для роли.
Игра 2009 года Batman: Arkham Asylum адаптирует временную линию после «Убийственной шутки», в которой Барбара Гордон снабжает Бэтмена информацией как Оракул. В игре есть несколько отсылок к истории комикса. Импровизированный трон Джокера, сделанный из манекенов, появляющийся в конце игры, идентичен такому же в комиксе. В течение игры упомянуто, что Джокер использовал в электронной почте псевдоним «Джек Вайт», который Бэтмен идентифицировал, как «один из старейших псевдонимов Джокера». Джокер также сам ссылается на историю комикса в игре: «Так, жили-были два парня в психбольнице… скажи, я уже рассказывал тебе эту историю раньше?»
В игре 2011 года Batman: Arkham City, являющейся продолжением Batman: Arkham Asylum, где интервью с Джокером было записано на плёнку, он рассказывает свою историю, описанную в «Убийственной шутке». В этой версии, он раскрывает, что преступники работали на Кармайна Фальконе. Он винит Бэтмена за то, что случилось с ним. Хьюго Стрэндж затем обвиняет его в том, что он придумал эту историю чтобы скрыть правду о его состоянии, поскольку он уже прочитал 12 разных историй прошлого Джокера, все разные, кроме одной детали: Бэтмен. Джокер, впрочем, пересказывает комикс: «Мне нравится сохранять историю интересной. Один мудрый человек как-то сказал мне, что если ты должен иметь историю происхождения, то лучше сделать широкий выбор»
В 2019 году вышел в свет фильм Тодда Филиппса «Джокер», сюжет которого частично основан на данном графическом романе.

## Переиздание
«Убийственная шутка» включена в коллекционное переиздание 2006 года Вселенная DC: Истории Алана Мура.
В марте 2008 года было выпущено подарочное издание  комикса в твёрдой обложке, включающее новые цвета комикса, написанные Брайаном Болландом. В противоположность оригинальным цветам, история Джокера в новом издании была сделана чёрно-белой, за исключением одного-двух объектов на странице, окрашенных в красный или розовый. А после того, как в кадре показался шлем Красного Колпака, только он и был окрашен. В добавление к перекрашиванию страниц, Болланд также изменил мимику персонажей на некоторых страницах и добавил ещё пару незначительных штрихов. Также была включена цветная версия «Невинного парня» Болланда (изначально опубликованного в Batman Black and White), с вступлением Тима Сейла, и эпилогом Болланда.
Критическая оценка новых цветов была в целом положительна. Аарон Альберт с About.com сказал «вымытые тона флешбеков делают переход от секции к секции более подвижным, текучим» и «первое появление Джокера после его трансформации стало более значительным». Ван Дженсен с ComicMix сказал, что «новые цвета действительно улучшили комикс, дав ему тонкость и мрачность, которой не хватало оригиналу.»
Джеймс Донелли из «Pop Syndicate» сказал, что оригинальная версия «была доделана благодаря перекрашиванию Болланда», которое, он сказал, «даёт комиксу более вневременное качество.» Себ Патрик из «Den of Geek» тепло отреагировал, назвав перекрашивание флешбеков «превосходным», но при этом сказал, что «некоторые изменения имеют меньше смысла — улучшение качества ради его самого, оно дало комиксу слишком современный вид, и комикс утратил тот уникальный вид, каким он был в 1980-х.»
Сравнение между оригинальными цветами и цветами подарочного издания могут быть найдены здесь.
Подарочное издание также имеет небольшое изменение на обложке: в речевой пузырь была добавлена пунктуация, и теперь Джокер говорил «Улыбочку!» вместо «Улыбочку».